# Pseudocalamobius yunnanus
Pseudocalamobius yunnanus är en skalbaggsart som beskrevs av Stefan von Breuning 1942. Pseudocalamobius yunnanus ingår i släktet Pseudocalamobius och familjen långhorningar. Inga underarter finns listade i Catalogue of Life.